# Commonwealth Range
Die Commonwealth Range (deutsch: Commonwealth-Kette) ist eine Gebirgskette von rund 144 Kilometern Länge im antarktischen Königin-Maud-Gebirge, welche in Nord-Süd-Ausdehnung die Ostflanke des Beardmore-Gletschers vom Ross-Schelfeis bis zur Einmündung des Keltie-Gletschers bildet. Höchster Berg der Kette ist der Flat Top mit etwas mehr als 4000 m. Weitere markante Berge sind
- Mount Donaldson (3930 m),
- Mount Macdonald (3630 m),
- Mount Hermanson (3140 m),
- Mount Deakin (2810 m) und der
- Gray Peak (2570 m).

Entdeckt wurde die Gebirgskette von Teilnehmern der Nimrod-Expedition (1907–1909) unter der Leitung des britischen Polarforschers Ernest Shackleton. Benannt ist sie nach dem Commonwealth of Australia zum Dank für die Unterstützung der Expedition durch dessen Regierung.